# Ivo Viktor
Ivo Viktor (Křelov, 21. svibnja 1942.) umirovljeni je češki nogometaš i nogometni trener. 

## Igračka karijera
U svojoj zemlji je igrao za "Duklu Prag".
Igrao je za Čehoslovačku, predstavljajući svoju zemlju 63 puta između 1966. i 1977. godine.
Njegov debi za reprezentaciju bio je 1966. godine protiv Brazila na Maracani. Također je sudjelovao i na Svjetskom prvenstvu 1970. godine. Godine 1976., bio je jedan od najvećih zvijezda UEFA Eura 1976. godine, gdje Čehoslovačka osvojila prvenstvo.  

## Trenerska karijera
Viktor je kao trener preuzeo "Duklu Prag" jednu sezonu (1990./91.).

## Vanjske poveznice
- Profile  Arhivirana inačica izvorne stranice od 13. veljače 2012. (Wayback Machine) (češ.)
- 1976 Euro Cup win (engl.)
- European Keeper of the Century (engl.)